# حیات‌گرایی
حیات‌گرایی (به انگلیسی: Vitalism) باوری است، که فرض می‌کند «که ارگانیسم‌های زنده به‌صورت بنیادی با موجودات غیر-زنده متفاوت‌اند یا اینکه دربردارندهٔ عنصری غیرفیزیکی هستند یا اینکه اصولی که بر آن‌ها حاکم است با موجودات غیرجاندار متفاوت است.

بر اساس حیات‌گرایی یک نیروی حیاتیِ درونی هدایت تمامی فعالیت‌های موجود زنده را به‌عهده دارد. در واقع حیات‌گرایی اعتقادی است که از این فرض شروع می‌شود که «جانداران زنده اساساً با موجودات غیر زنده تفاوت دارند، زیرا حاوی عناصر غیر فیزیکی هستند یا اصولی متفاوت از چیزهای بی‌جان بر آن‌ها حاکم است». حیات‌گرایی به یک اصل حیاتی اشاره می‌کند؛ عنصری که اغلب به‌عنوان "جرقهٔ حیاتی"، "انرژی" یا "élan vital" شناخته می‌شود، که برخی آن را با روح یکسان می‌دانند. در قرن ۱۸ و ۱۹ حیات‌گرایی در میان زیست شناسان مورد بحث قرار گرفت. بین کسانی که احساس می‌کردند مکانیک شناخته شدهٔ فیزیک نیوتن در نهایت تفاوت بین حیات و غیرحیات را توضیح می‌دهد، و حیات گرایانی که استدلال می‌کردند که فرآیندهای زندگی را نمی‌توان به یک فرایند مکانیکی تقلیل داد. زیست‌شناسان حیات‌گرا مانند یوهانس راینکه فرضیه‌های آزمایش‌پذیری را ارائه کردند که نارسایی‌های تبیین‌های مکانیکی را نشان دهند، اما آزمایش‌های آن‌ها نتوانست از حیات‌گرایی حمایت کند. اکنون زیست شناسان حیات‌گرایی را به این معنا می‌دانند که توسط شواهد تجربی رد شده است، و از این رو آن را یا به عنوان یک نظریه علمی جایگزین شده و از اواسط قرن بیستم، به‌عنوان یک شبه علم شناخته می‌شود.

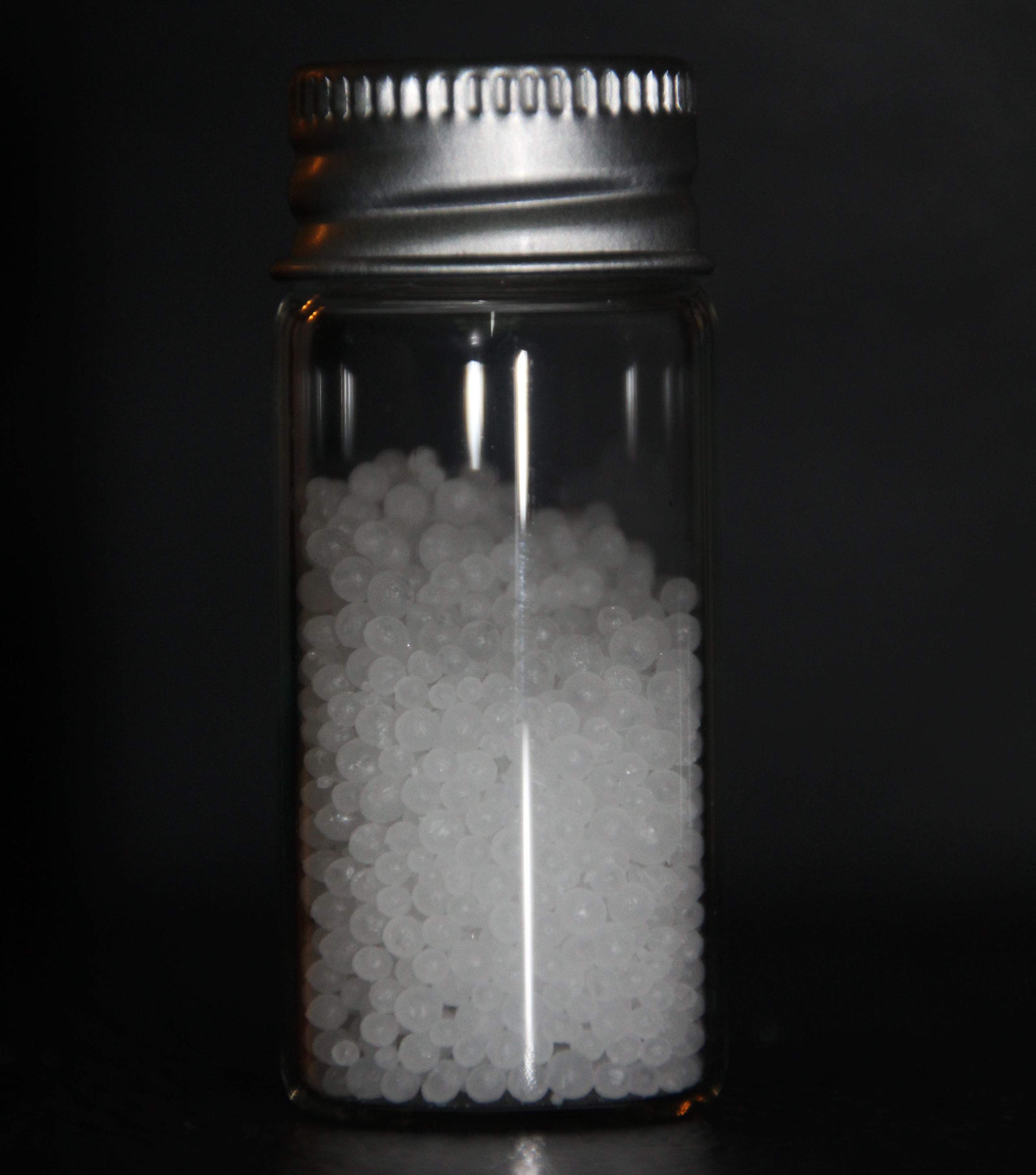
ساخت اوره از مواد غیر آلی ضربه بزرگی به دکترین زیست‌گرایی بود

امروزه حیات‌گرایی (Vitalism) یا مکتب حیات‌گرایی یا اصالت حیات یک دکترین علمی منسوخ شناخته می‌شود که مبین تفاوت اساسی موجودات زنده و غیر زنده است و موجودات زنده دارای بعضی آزمایه‌های (عناصر) غیر مادی هستند یا اصول حاکم بر آن‌ها متفاوت از اصول اشیای غیرزنده است و این مایه غیر مادی را جرقه حیات، انرژی و روح می‌نامند. حیات‌گرایی دارای سابقه‌ای طولانی در فلسفه پزشکی (medical philosophy) است: به همین دلیل طب سنتی مکتب غربی بقراطی (پایه‌گذار طب یونانی) اعتقاد دارد که بیماری‌ها در اثر به هم خوردن تعادل نیروهای حیاتی به وجود می‌آید و این نیروهای حیاتی را با مزاج‌ها و اخلاط چهارگانه مربوط می‌داند. و در مکتب طب شرقی (چین) بیماری‌ها با عدم تعادل و مسدود شدن نیروی حیاتی «کی» (QI) و پرانا (prana) رابطه دارد.
هر چند حیات‌گرایی منسوخ شده، ولی پرسش در مورد چرایی و چگونگی شکل یابی روندهای زیست شناختی (بیولوژیک) همچنان بی‌پاسخ مانده است.

## فلسفهٔ حیات‌گرایی
فلسفه حیات‌گرایی ریشه در مصر باستان و فلسفه یونان باستان دارد و در فلسفه رواقیون روح (pneuma) نقش لوگوس (Logos) را دارد در این مکتب فلسفی لوگوس اندیشه، منطق و قانون نهفته در هستی است. لوگوس دگرگونی‌های جهان هستی را وحدت و همآهنگی می‌بخشد. لوگوس حقیقتی است که جمال جلوه یک چیز را فراهم می‌آورد یا به بیانی دیگر، تجلی و به ظهور آمدن چیزی را ممکن می‌سازد. جالینوس باور داشت که شُش‌ها (ریه‌ها) روح (pneuma) را از هوا گرفته و به وسیله خون با سراسر بدن ارتباط برقرار می‌کند.
روح جهانی (world soul) به یونانی (ψυχὴ κόσμου)ئ به لاتین (anima mundi) بر اساس دستگاه‌های فلسفس مختلف یک ارتباط درونی بین موحودات زنده روی زمین است، همان طوری‌که روح با بدن انسان ارتباط دارد. این ایده از افلاطون منشأ گرفته و اصل مهمی از مکتب نوافلاطونیان است. آنان باور داشتند که براستی جهان یک موجود زنده است روح (soul) و هوش (intelligence) دارد. یک موجود زنده قابل مشاهده تنها است که موجودات زنده را دربردارد و این موحودات بر اساس طبیعت خود با هم مربوط هستند.

## زیست‌گرایی در فلسفة اسلامی

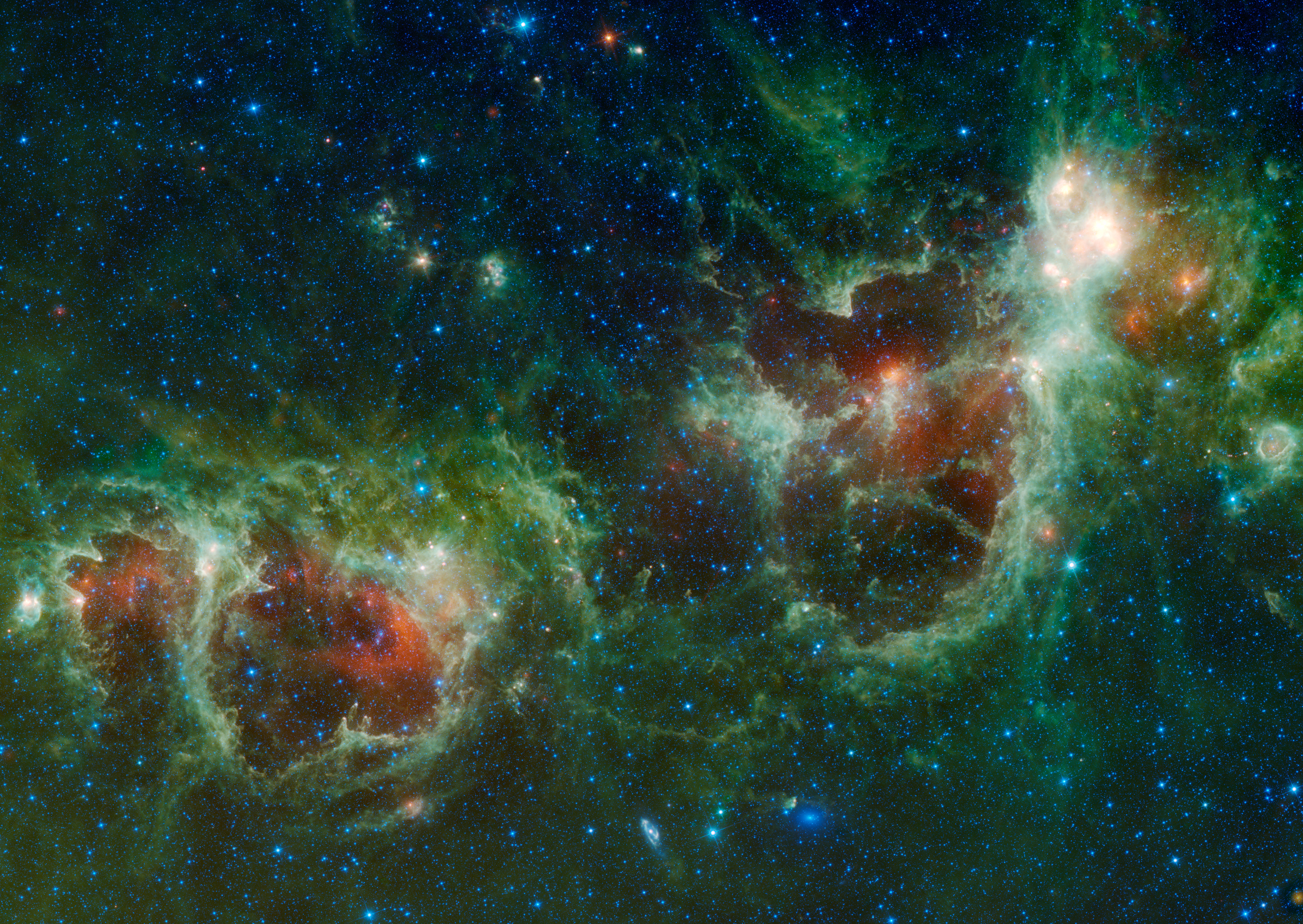
سحابی قلب و روح(Heart and Soul nebulae)فلاسفة قدیمی افزون بر گیاه، حیوان و انسان، افلاک را نیز دارای نفس (روح) می‌دانستند

فلاسفه و متکلمان اسلامی حیات را مبدأ قدرت و علم تعریف نموده‌اند و سعی کرده‌اند با استفاده از آثار حیات، اصل وجود آن را اثبات نمایند. در فلسفه، مبدأ حیات همان «نفس» (روح) است. فلاسفة قدیمی افزون بر گیاه، حیوان و انسان افلاک را نیز دارای نفس (روح) می‌دانستند، اما معاصران نفس را صرفاً برای گیاه، حیوان و انسان اثبات می‌کنند. ابن سینا در تبیین اقسام نفس (روح) برای موجودات زمینی، به سه قسم اشاره کرده است:نفس (روح) گیاهی، از آن جهت که تولید مثل، نمو و تغذیه داردو کمال اول برای جسم طبیعی
آلی است. نفس (روح) حیوانی که ادراک جزئیات و حرکت ارادی مربوط به آن است و نفس (روح) انسانی که افعال خود را با فکر و استنباط انجام می‌دهد و امور کلی را ادراک می‌کند (النفس من کتاب الشفا).